# Dolichandrone filiformis
Dolichandrone filiformis là một loài thực vật có hoa trong họ Chùm ớt. Loài này được (DC.) Fenzl ex F.Muell. mô tả khoa học đầu tiên năm 1864.